# Triftern

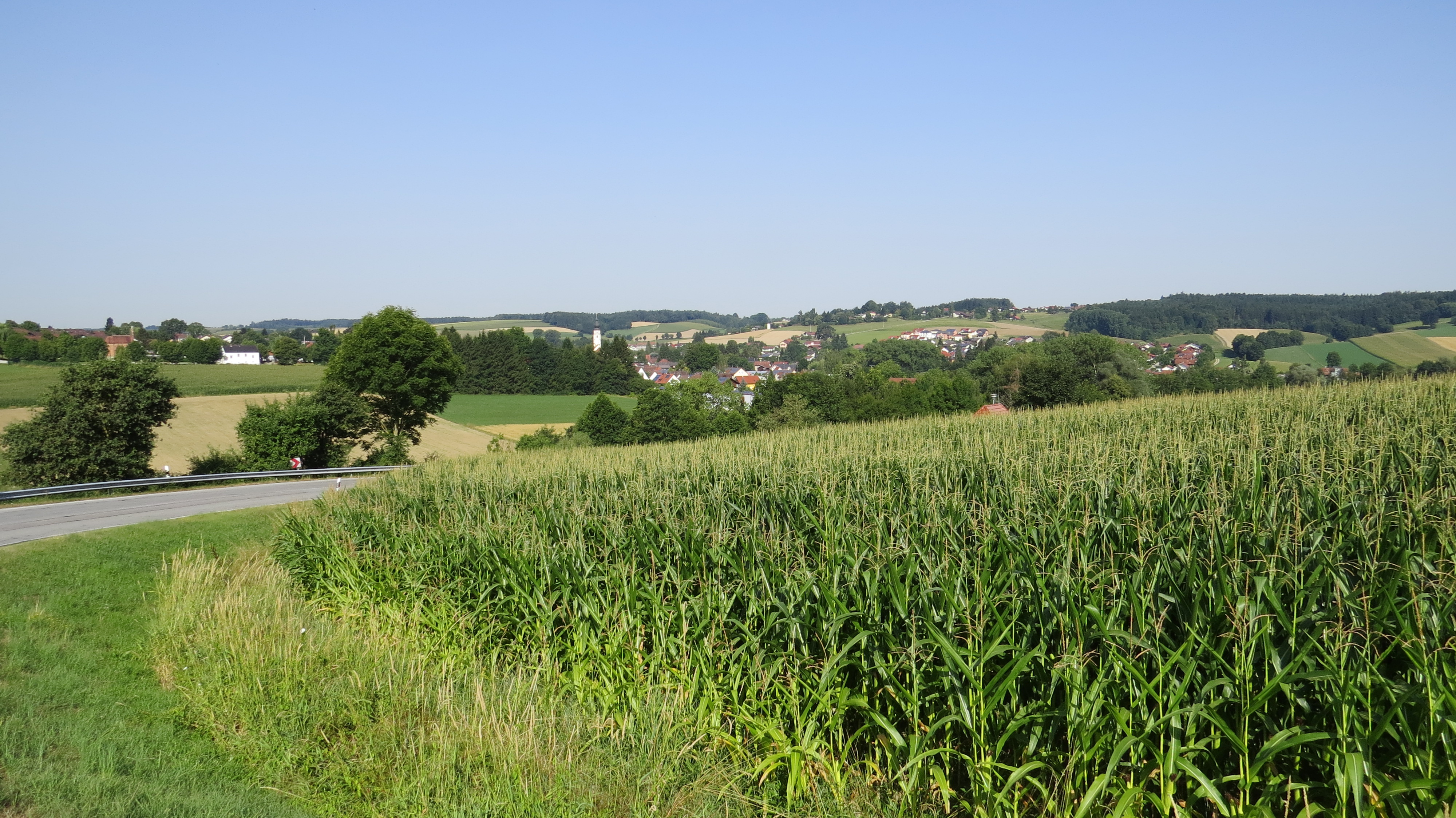
Triftern von Osten

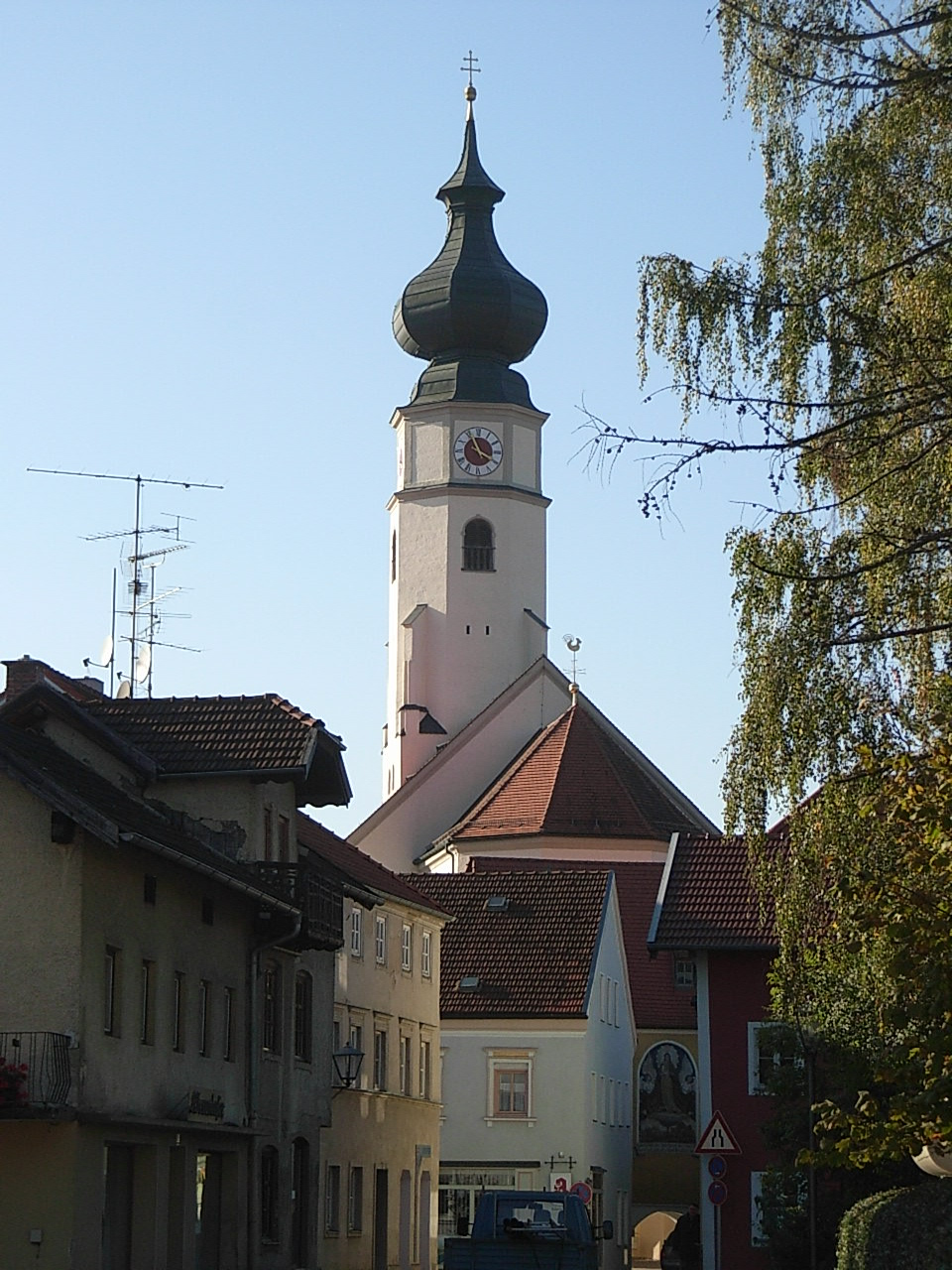
Die Pfarrkirche St. Stephanus

Triftern ist ein Markt im niederbayerischen Landkreis Rottal-Inn.

## Geografie

### Geografische Lage
Triftern liegt im Isar-Inn-Hügelland am Altbach in einem kleinen Seitental der Rott etwa sieben Kilometer südöstlich der Kreisstadt Pfarrkirchen, zwölf Kilometer südwestlich von Bad Birnbach, 28 km westlich von Pocking, 17 km nördlich von Simbach bzw. 18 km von Braunau sowie 20 km östlich von Eggenfelden. Die nächstgelegene Bahnstation ist der fünf Kilometer entfernte Haltepunkt Anzenkirchen an der Bahnstrecke Passau–Neumarkt-Sankt Veit.

### Gemeindegliederung
Es gibt 95 Gemeindeteile:
- Aiching
- Anzenberg
- Anzenkirchen
- Bärnsham
- Berndlberg
- Bruck
- Brunning
- Diensthub
- Dobl
- Ecking
- Ed
- Elsling
- Fichten
- Figling
- Frauenöd
- Furth
- Gansöd
- Garham
- Geiselsbach
- Geretsham
- Gindl
- Gnadlöd
- Godlsham
- Grub
- Gschaid
- Gschwand
- Gumping
- Haag
- Haidberg
- Haselbach
- Hennersberg
- Hochholz
- Hochreith
- Hoisching
- Holzhäusel
- Holzhäusln
- Hundshaupten
- Immelsham
- Irlham
- Kagerl
- Kauflanden
- Kellberg
- Köblöd
- Lehndobl
- Lengsham
- Linding
- Loderham
- Loh
- Mollnöd
- Mollöd
- Mühldobl
- Nalling
- Neukirchen
- Niederleiten
- Numberg
- Nuppling
- Nupplingerau
- Oberpaikertsham
- Oberplaika
- Oberreitzing
- Osten
- Pechöd
- Pelkering
- Piering
- Plaika
- Prehof
- Rabensham
- Reslberg
- Ringfüssing
- Rohring
- Ruhmannsaigen
- Rumpelstein
- Schablöd
- Staudach
- Staudenhäusl
- Steinach
- Steinbach
- Thalham
- Thalling
- Thannöd
- Triftern
- Unterpaikertsham
- Unterplaika
- Unterreitzing
- Vierling
- Voglarn
- Walksham
- Weingold
- Westen
- Wiesing
- Willing
- Wilzing
- Winhub
- Winöd
- Zieglaign

## Geschichte

### Bis zum 19. Jahrhundert
Zahlreiche Funde aus der Steinzeit und der Bronzezeit verweisen auf eine vorgeschichtliche Besiedelung. Erstmals urkundlich erwähnt wurde Truftara während der Regierungszeit des Bischofs Reginhar von Passau (818–838). Der Name wird von althochdeutsch trufteren (hin- und herschwingen) abgeleitet und findet sich im Wort Trift (Holztransport). Nach Truftrin, Truftiren, Truftern, Trüftern und Trifftern ist Triftern erst ab 1797 bezeugt.
Das Marktrecht wurde dem Ort 1388 verliehen. Der Nachweis hierüber ist ein Giltverzeichnis von 1388, das als Urkunde den Nachweis über die Markterhebung bringt. Am 25. April 1486 erhielt der Markt Triftern von Herzog Georg dem Reichen das Wappenrecht. Der Markt gehörte zum Rentamt Landshut und zum Landgericht Pfarrkirchen des Kurfürstentums Bayern. Triftern besaß ein Marktgericht mit magistratischen Eigenrechten. Im Jahr 1806 wurde dem Markt die Justizgewalt genommen. Triftern bildete einen eigenen Steuerdistrikt. Im Zuge der Verwaltungsreformen in Bayern entstand mit dem Gemeindeedikt von 1818 die heutige Gemeinde. 1860 wurde die Wiedereinführung der magistratischen Verfassung erlaubt.

### Eingemeindungen
Im Zuge der Gebietsreform in Bayern wurden in den Markt Triftern am 1. Januar 1971 die bis dahin selbständigen Gemeinden Lengsham, Voglarn und Wiesing, am 1. Januar 1972 Anzenkirchen eingegliedert. Am 1. Januar 1976 kamen Gebietsteile der aufgelösten Gemeinde Ulbering hinzu. Neukirchen bei Pfarrkirchen folgte am 1. Mai 1978.

### Einwohnerentwicklung
Zwischen 1988 und 2018 wuchs der Markt von 4987 auf 5248 um 261 Einwohner bzw. um 5,2 %.
- 1961: 5175 Einwohner
- 1970: 5075 Einwohner
- 1987: 5012 Einwohner
- 1991: 5148 Einwohner
- 1995: 5250 Einwohner
- 2000: 5375 Einwohner
- 2005: 5415 Einwohner
- 2010: 5208 Einwohner
- 2015: 5235 Einwohner
- 2020: 5234 Einwohner

### Hochwasser 2016
Nach anhaltenden Regenfällen schwoll der kleine Altbach am 31. Mai 2016 zu einem 200 Meter breiten reißenden Fluss an, setzte den Ortskern unter Wasser und machte etliche Straßen unpassierbar. Zufahrtsstraßen und Brücken waren überschwemmt, und Eingeschlossene wurden mit Hubschraubern gerettet. Der Landkreis Rottal-Inn rief den Katastrophenfall aus.

## Politik

### Bürgermeister
1. Bürgermeisterin: Edith Lirsch (ÖDP)
2. Bürgermeister: Hermann Ertl (WG Anzenkirchen)
3. Bürgermeister: Josef Hasmann (WG Neukirchen)

### Marktgemeinderat
Die Gemeinderatswahlen seit 2008 ergaben folgende Stimmenanteile und Sitzverteilungen:
| Partei/Liste                                             | 2020  | 2020  | 2014  | 2008  |
| Partei/Liste                                             | %     | Sitze | Sitze | Sitze |
| -------------------------------------------------------- | ----- | ----- | ----- | ----- |
| CSU                                                      | 14,20 | 3     | 6     | 5     |
| Wählergemeinschaft Anzenkirchen (WGA)                    | 23,40 | 5     | 4     | 4     |
| ödp                                                      | 17,20 | 3     | 4     | 3     |
| Wählergemeinschaft Umland Voglarn-Lengsham-Wiesing (WGU) | 20,40 | 4     | 3     | 4     |
| Wählergemeinschaft Neukirchen (WGN)                      | 20,10 | 4     | 3     | 4     |
| Freie Wähler                                             | 4,70  | 1     | –     | –     |

### Wappen
|  | Blasonierung: „In Silber auf blauem Dreiberg stehend ein rot gekleideter barhäuptiger Mann, der ein goldenes Sieb mit beiden Händen hält.“ |
|  | |

## Sehenswürdigkeiten

### Pfarrkirche St. Stephan
Der spätgotische einschiffige Bau aus der zweiten Hälfte des 15. Jahrhunderts erhielt 1860/61 zwei Seitenschiffe. Die Kuppel des Westturms stammt aus dem Jahr 1741. Die Ausstattung der Kirche ist neugotisch. Ein Rotmarmorgrabmal für Leo von Lenberg zu Triftern entstand etwa 1520.

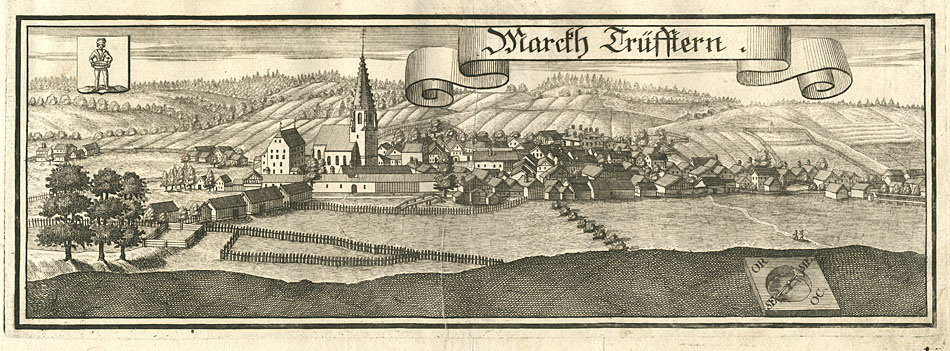
Markt und Schloss Triftern nach einem Stich von Michael Wening von 1721

### Ehemaliges Schloss Triftern
Von den Bauten rund um die Pfarrkirche blieben ein dreigeschossiger Bau des 16. Jahrhunderts und das vom 17. bis zum 19. Jahrhundert entstandene Weiherhaus mit Krüppelwalmdach erhalten.

### Kaser Steinstube
Die Kaser Steinstube, in einem Waldstück zwischen Unterpaikertsham, Voglarn und Osten gelegen (), ist eine Ansammlung größerer Gesteinsblöcke, die sich über mehr als 100 Meter Länge und bis zu 20 Meter Breite erstreckt. Es handelt sich dabei um einen Blockstrom, der im Laufe des Quartärs am Westrand der Hochfläche, die sich südöstlich von Triftern ausdehnt, entstand. Das dort anstehende, harte miozäne Quarzkonglomerat der Oberen Süßwassermolasse verwitterte zu Blöcken, die durch Bodenfließen hangabwärts Richtung Westen transportiert wurden.
Der Blockstrom ist vom Bayerischen Landesamt für Umwelt (LfU) als geowissenschaftlich wertvolles Geotop (Geotop-Nummer: 277R001) und Naturdenkmal ausgewiesen. Es wurde auch vom LfU mit dem offiziellen Gütesiegel Bayerns schönste Geotope ausgezeichnet.

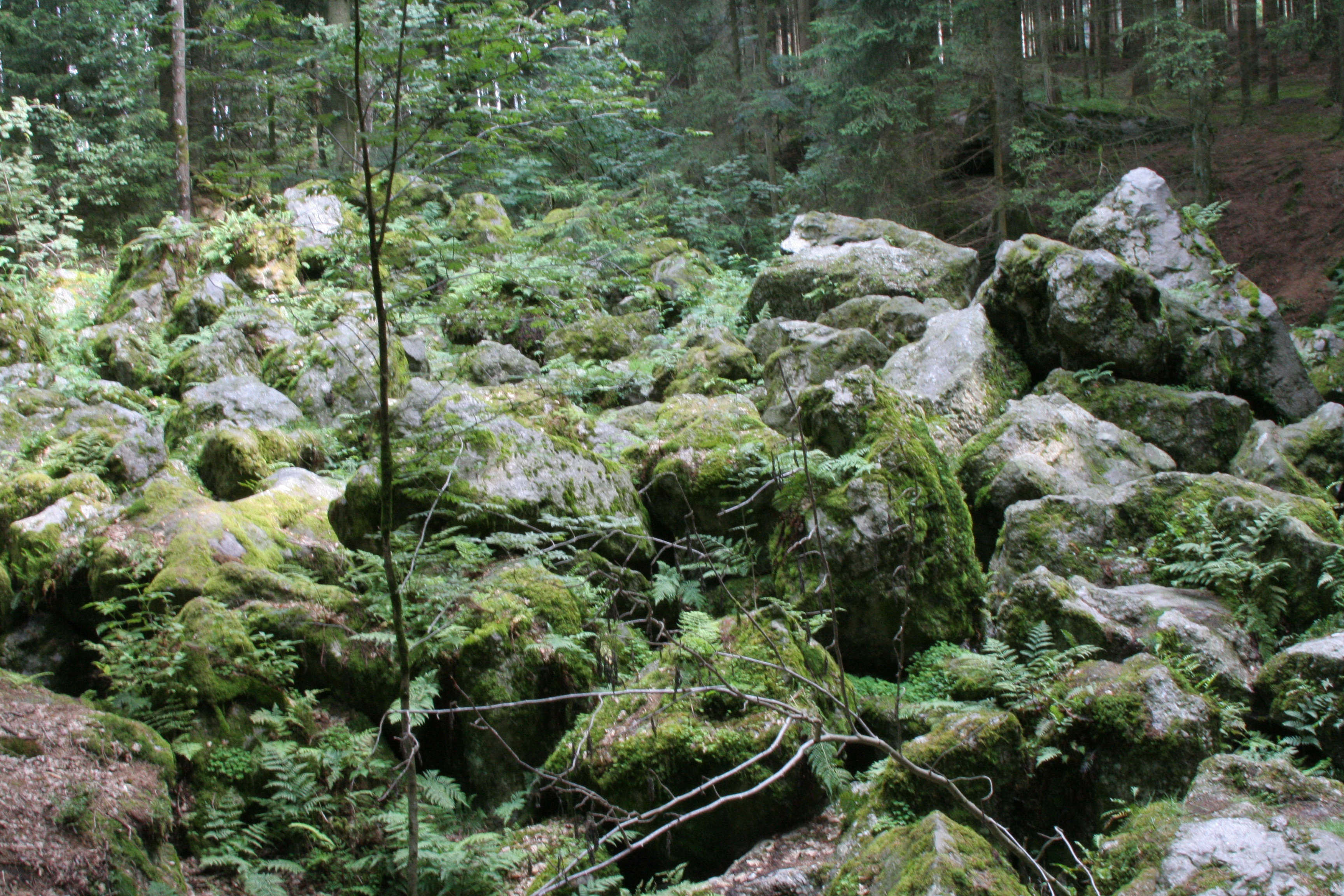
Teil der „Kaser Steinstube“
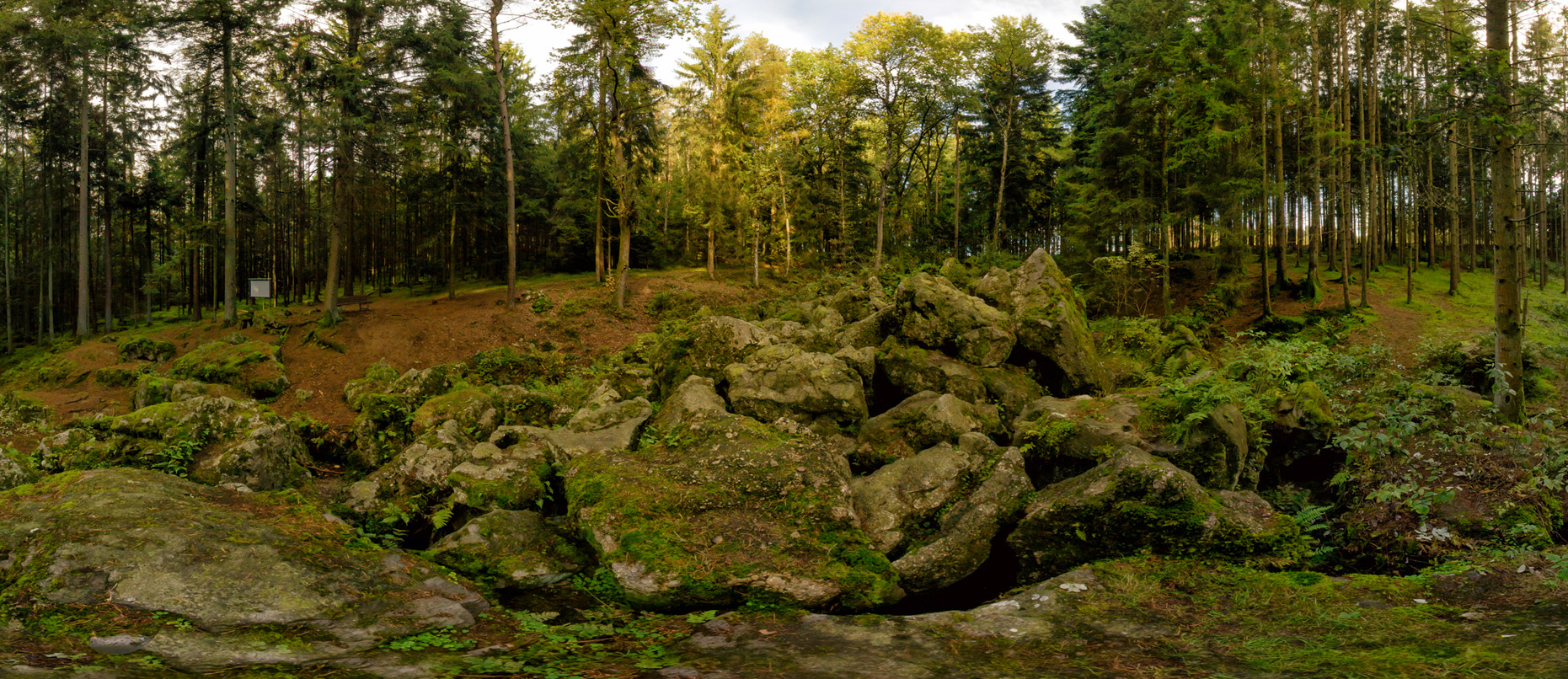
Panoramaaufnahme

## Bildung und Erziehung
- Graf Lenberger Grund- und Mittelschule Triftern
- Kindergarten St. Stephan Triftern
- Freifrau Fleissner von Wostrowitz-Kindergarten in Anzenkirchen
- Gemeindebücherei, hervorgegangen aus der vormaligen Pfarrbücherei

## Persönlichkeiten

### Söhne und Töchter der Gemeinde
- Max Matheis (1894–1984), Heimatschriftsteller
- Albert Weggartner (1905–1979), Politiker (BP, CSU)
- Oda Scheibelhuber (* 1951), Politikerin (CDU)
- Hans Rechenmacher (* 1962), römisch-katholischer Theologe und Hochschullehrer
- Christian Grimm (* 1949), Jurist und Schriftsteller
- Volkmar Steininger (* 1970), Autor

### Personen in Verbindung mit der Gemeinde
- Barbara Engleder (* 1982), Sportschützin und Olympiasiegerin 2016, wohnt in Triftern
- Bernd Stöcker (* 1952), Bildhauer, Plastiker und Grafiker